# Kynne älv
Kynne älv este o arie protejată (arie specială de conservare — SAC, sit de importanță comunitară — SCI) din Suedia întinsă pe o suprafață de 71,5 ha, integral pe uscat.

## Localizare
Centrul sitului Kynne älv este situat la coordonatele 58°47′29″N 11°40′31″E / 58.7913°N 11.6754°E.

## Înființare
Situl Kynne älv a fost declarat sit de importanță comunitară în ianuarie 2002 pentru a proteja un număr necunoscut de specii din flora spontană și fauna sălbatică aflate în arealul zonei. Situl a fost protejat și ca arie specială de conservare în martie 2011.

## Biodiversitate
Situată în ecoregiunea boreală, aria protejată conține 1 habitat natural: Râuri naturale fino-scandinave.
La baza desemnării sitului se află un număr nedeclarat de specii protejate.